# Bagley (Contea di Grant, Wisconsin)
Bagley è un comune degli Stati Uniti, situato in Wisconsin e in particolare nella Contea di Grant.